# 天竜区
天竜区（てんりゅうく）は、浜松市を構成する3つの行政区の1つ。浜松市北部の「北遠地区」と呼ばれる地区で、区域の大部分を森林が占める。

## 概要
天竜区は2005年7月1日に浜松市に編入した、旧天竜市、旧春野町、旧佐久間町、旧龍山村、旧水窪町の、旧北遠5市町村の全域が区域である。南部は同市浜名区と接し、北部は長野県、愛知県との県境までと、浜松市の行政区の中では最も広く浜松市市域面積の約6割を占め、かつ日本の政令指定都市の行政区としても静岡市葵区に次いで第2位の面積を持ち、当区のみで広島市全体の総面積を上回る。そのため当区は17の政令指定都市よりも面積が広い。
天竜区はその大部分が森林地帯であり、浜松市の主要な産業の一つである林業は主にこの天竜地区が主力である。またかつては久根鉱山も存在した。しかし、全国の山村地帯の多くと同じく過疎化が進行しており、日本の政令指定都市の行政区の中では人口・人口密度ともに最少の区でもある。
浜松市では2024年1月1日に区の統合・再編が行われたものの、従来からある7区で唯一、天竜区だけは区域や名称の変更がなかった。ただし、全国地方公共団体コードは「22137-6」から「22140-6」となった。

## 地理
郡においては、旧豊田郡または磐田郡、周智郡の一角にあたる。

### 河川
- 天竜川水系
  - 天竜川
  - 気田川
  - 水窪川
  - 大千瀬川

## 気候
山間部特有の内陸性の気候であり、温まった空気が外部に逃げにくいため、夏は非常に高温になり、日によっては国内最高気温を記録することもある。

## 地区構成

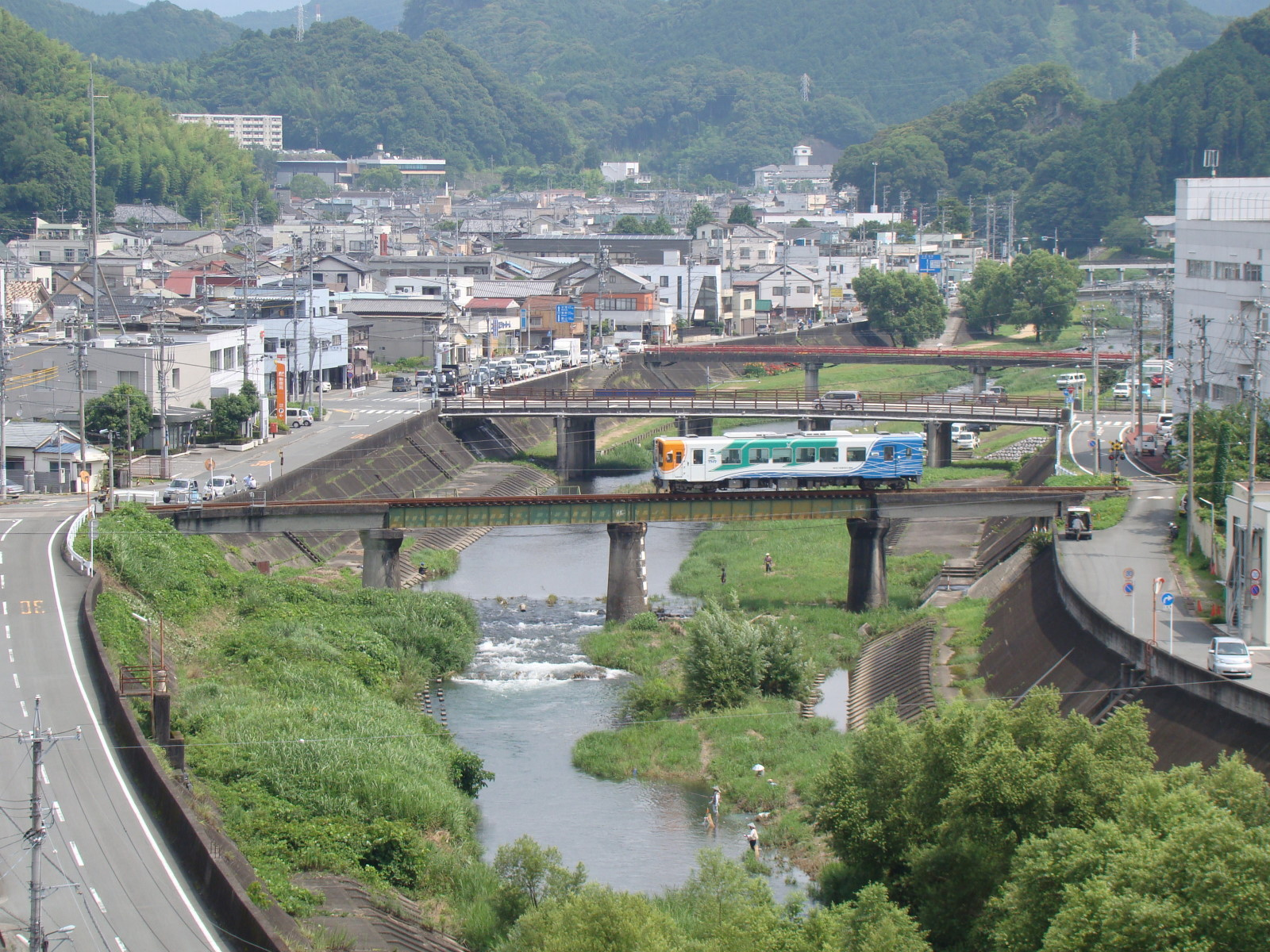
二俣町市街地(2009年7月)

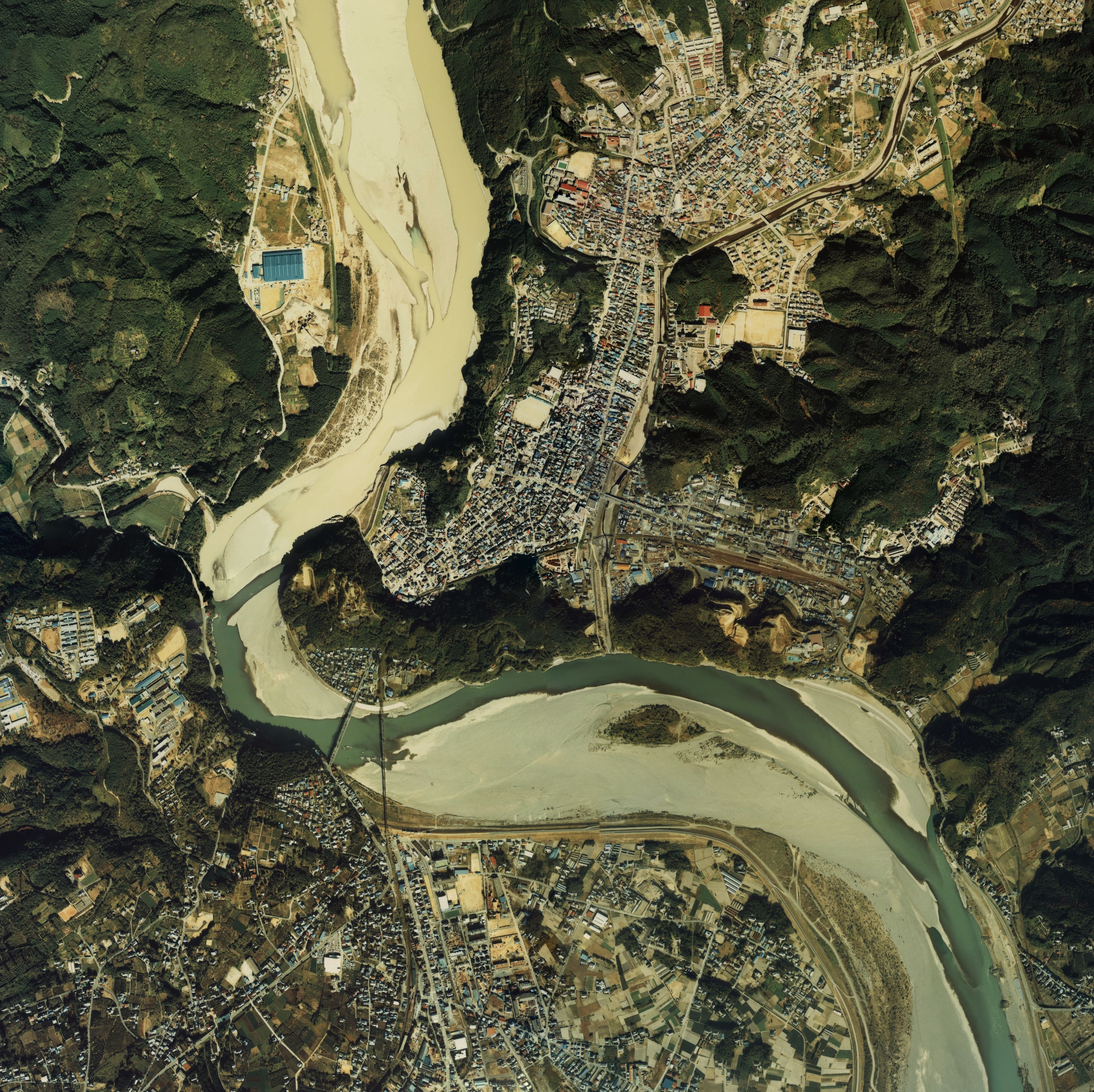
区役所のある二俣地区（旧天竜市中心部）周辺の空中写真。天竜川が山間部から平野部に出る位置にある。1983年撮影の6枚を合成作成。。

二俣地区
（二俣町など）
天竜区役所があり、北遠（遠州地方北部）の玄関口となっている。県や市などの行政機関や、商業施設がおかれ、区内では比較的住宅が密集している地域である。商業面では大型商業施設の撤退が決定している。
阿多古・熊地区
（熊など）
比較的自然が豊かであり、くんま水車の里などが立地している。
春野地区
（春野町）
春野図書館が設置されている宮川地区や、気田などは、国道362号線沿いに住宅や商店がある。
佐久間地区
（佐久間町）
佐久間町中部や、浦川地区などは国道473号線や、JR飯田線の沿線に商店や住宅がある。
水窪地区
（水窪町）
水窪駅周辺に住宅や商店が多い。
横山・龍山地区
（横山町・龍山町など）
国道152号線沿いに住宅や商店がある他、白倉峡などの景勝地がある。

## 人口
- 2010年　33,957
- 2015年　30,292
- 2020年　26,733

## 歴史
- 1940年（昭和15年）6月1日 - 二俣線（現天竜浜名湖線）開業。
- 1958年（昭和33年） - 龍山村に秋葉ダム完成。
- 1970年（昭和45年） - 龍山村の峰の沢鉱山閉山。それに伴い、下平山小学校閉校。
- 2005年（平成17年）7月1日 - 天竜市、春野町、佐久間町、水窪町、龍山村を浜松市に編入。地方自治法第202条の4に基づく天竜地域自治区、春野地域自治区、佐久間地域自治区、水窪地域自治区、龍山地域自治区が設けられ、旧市町村の役所の場所に「総合事務所」を設置する。
- 2007年（平成19年）4月1日 - 浜松市の政令指定都市移行に伴い、天竜区発足。総合事務所を地域自治センターに改める。
- 2012年（平成24年）3月31日 - 天竜区内に設けられた5つの地域自治区が廃止。自治区毎の地域協議会を区の協議会に一本化し、翌4月1日に地域自治センターを協働センターに改称する。
- 2022年（令和4年）9月24日 - 台風15号による豪雨で二俣川が氾濫。嘯月橋が流出する[4]。

### 行政区域の沿革
- 1889年（明治22年）4月1日 - 町村制の施行により、後の本区域に以下の町村が発足。
  - 周智郡 - 犬居村、気多村、熊切村、奥山村
  - 豊田郡 - 二俣町、光明村、龍川村、上阿多古村、下阿多古村、熊村、浦川村、佐久間村、山香村
- 1896年（明治29年）4月1日 - 郡制の施行のため、豊田郡の各町村が磐田郡の所属となる。
- 1901年（明治34年）11月1日 - 磐田郡龍川村の一部（戸倉・大嶺）、山香村の一部（下平山・瀬尻）が分立して龍山村が発足。
- 1903年（明治36年）12月1日 - 周智郡奥山村の一部（相月および奥領家の一部）が分立して城西村が発足。
- 1925年（大正14年）5月10日 - 周智郡奥山村が町制施行・改称して水窪町となる。
- 1951年（昭和26年）7月1日 - 周智郡水窪町・城西村の所属郡が磐田郡に変更。
- 1956年（昭和31年）9月30日
  - 周智郡犬居町・熊切村が合併して春野町が発足。
  - 磐田郡二俣町・光明村・龍川村・上阿多古村・下阿多古村・熊村が合併し、改めて二俣町が発足。
  - 磐田郡浦川町・佐久間村・山香村・城西村が合併して佐久間町が発足。
- 1957年（昭和32年）8月1日 - 周智郡春野町・気多村が合併し、改めて春野町が発足。
- 1958年（昭和33年）11月3日 - 磐田郡二俣町が改称・市制施行して天竜市となる。
- 2005年（平成17年）7月1日 - 天竜市・周智郡春野町・磐田郡佐久間町・龍山村・水窪町が浜松市に編入。
- 2007年（平成19年）4月1日 - 浜松市の政令指定都市移行に伴い、旧天竜市・春野町・佐久間町・龍山村・水窪町の区域をもって天竜区が発足。
- 2024年（令和6年）1月1日 - 浜松市の行政区再編により、改めて天竜区が発足。

## 観光
天竜地区はその豊かな森林に恵まれ、有名な観光名所も多い。特に佐久間ダムや、秋葉神社へは多くの人が訪れる。
- 史跡
  - 二俣城跡（市指定史跡）
  - 鳥羽山城跡（市指定史跡）
- 祭り
  - 天竜下り
  - 鹿島の花火（8月上旬）
  - 二俣まつり（8月中旬）
  - 水窪まつり（9月中旬）

### 主な観光名所
- 秋葉神社
- 秋葉ダム
- 佐久間ダム
- 山住神社
- 水窪ダム
- 船明ダム
- 白倉峡
- 天竜川（川下りが有名）
- 気田川（オートキャンプ場など）
- 阿多古川
- 清竜寺（徳川信康廟）
- 二俣城址
- 鳥羽山公園

## 行政

### 区役所

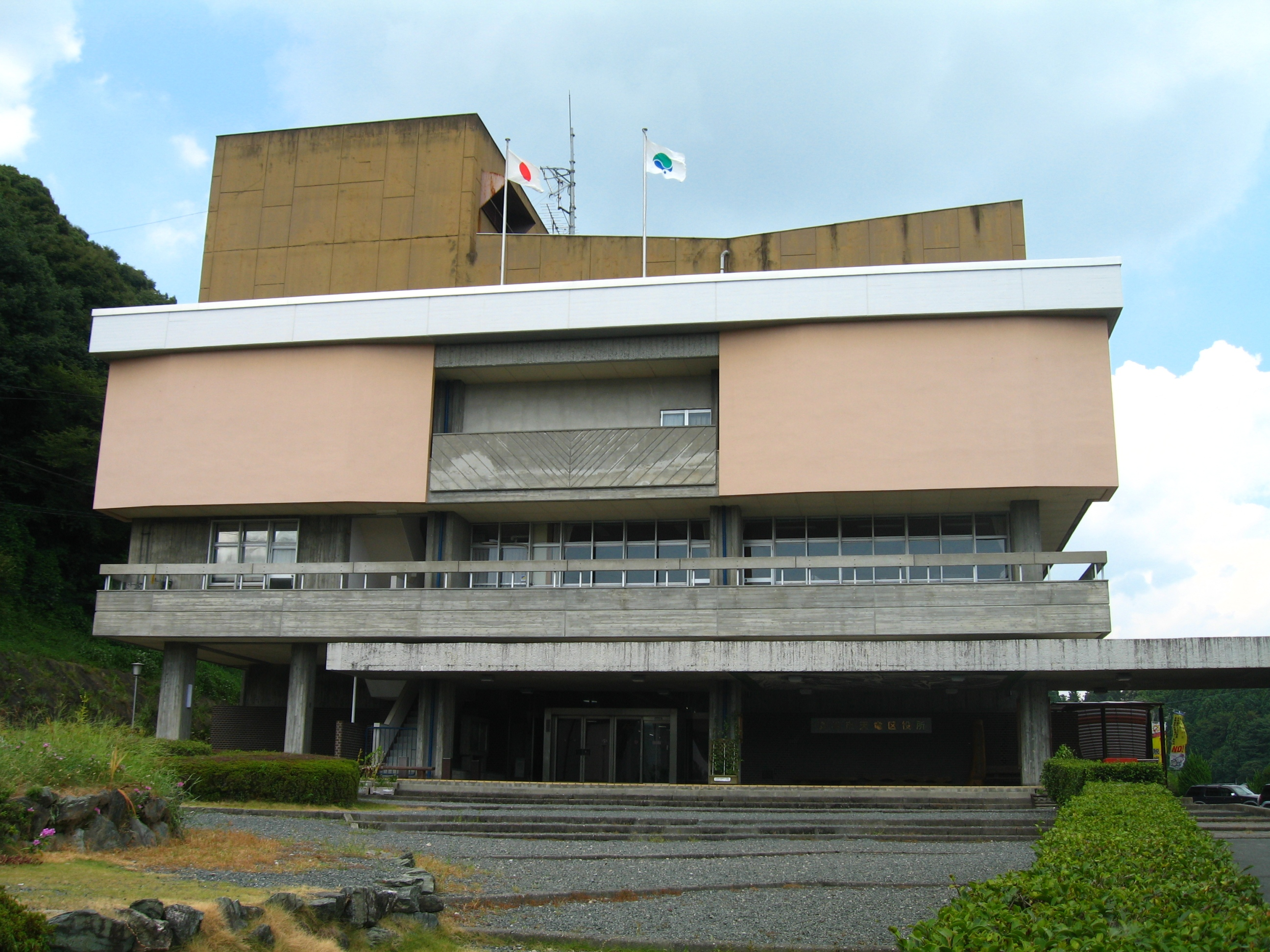
浜松市天竜区役所（改築前）

2007年の区設置時、天竜区役所は旧浜松市天竜総合事務所（二俣町二俣、旧天竜市役所）を使用していたが、アスベスト問題や耐震構造の問題があるとして解体し、同地において新築することになった。2008年11月に改築工事を始め、2011年3月に天竜杉を用いた新庁舎が完成、同月14日より業務を行っている。
- 天竜区役所 （二俣町二俣）
  - 区振興課、区民生活課、まちづくり推進課

### 支所・ふれあいセンター・市民サービスセンター
- 春野支所 （春野町宮川）
- 佐久間支所 （佐久間町中部）
- 水窪支所 （水窪町奥領家）
- 龍山支所 （龍山町大嶺）
- 二俣ふれあいセンター （二俣町二俣）
- 光明ふれあいセンター （山東）
- 竜川ふれあいセンター・竜川市民サービスセンター （横山町）
- 熊ふれあいセンター・熊市民サービスセンター （熊）
- 上阿多古ふれあいセンター・上阿多古市民サービスセンター （西藤平）
- 下阿多古ふれあいセンター・下阿多古市民サービスセンター （上野）
- 浦川ふれあいセンター・浦川市民サービスセンター （佐久間町浦川）
- 山香ふれあいセンター・山香市民サービスセンター （佐久間町大井）
- 城西ふれあいセンター・城西市民サービスセンター （佐久間町奥領家）
- 鹿島市民サービスセンター （二俣町鹿島）
- 龍山北市民サービスセンター （龍山町瀬尻）

## 公共施設

### 県の施設
- 静岡県北遠総合庁舎（二俣町鹿島）
- 静岡県警察 天竜警察署・所在地交番 （二俣町阿蔵）
  - 水窪分庁舎・水窪所在地交番 （水窪町奥領家）
  - 浦川交番 （佐久間町浦川）
  - 佐久間交番 （佐久間町中部）
  - 船明交番 （船明）
  - 阿多古警察官駐在所 （両島）
  - 熊警察官駐在所 （神沢）
  - 熊切警察官駐在所 （春野町石打松下）
  - 気田警察官駐在所 （春野町気田）
  - 城西警察官駐在所 （佐久間町奥領家）
  - 龍山警察官駐在所 （龍山町大嶺）
  - 西浦警察官駐在所 （水窪町奥領家）
  - 西鹿島警察官駐在所 （二俣町鹿島）
  - 春野町警察官駐在所 （春野町堀之内）
  - 山香警察官駐在所 （佐久間町大井）

### 市の施設
- 浜松市天竜消防署（二俣町二俣）
  - 春野出張所（春野町宮川）
  - 佐久間出張所（佐久間町中部）
  - 水窪出張所（水窪町奥領家）
  - 佐久間･水窪斎場（佐久間町中部）
  - 春野斎場（春野町宮川）
  - 天竜斎場（二俣町阿蔵）

### 郵便
集配等を行う郵便局のみを掲載する。
- 天竜郵便局（二俣町二俣）
- 竜山郵便局（龍山町大嶺）
- 佐久間郵便局（佐久間町中部）
- 水窪郵便局（水窪町奥領家）
- 気多郵便局（春野町気多）

## 主な文化施設・公園など
ホール
- 浜松市天竜壬生ホール（二俣町二俣）
- 浜松市佐久間歴史と民話の郷会館（佐久間町佐久間）
- 浜松市水窪文化会館（水窪町地頭方）
- 龍山森林文化会館（パイプオルガン） （龍山町瀬尻）
- 浜松市春野文化センター （春野町宮川）

図書館
- 浜松市立図書館
  - 天竜図書館（二俣町二俣）
  - 春野図書館（春野町宮川）
  - 佐久間図書館（佐久間町佐久間）
  - 水窪図書館（水窪町奥領家）
  - 龍山図書館（龍山町瀬尻）

美術館・資料館
- 浜松市秋野不矩美術館（二俣町二俣）
- 本田宗一郎ものづくり伝承館（二俣町二俣）
- 内山真龍資料館（大谷）
- 浜松市春野歴史民俗資料館（春野町宮川）
- 浜松市水窪民俗資料館（水窪町地頭方）

公園
- 鳥羽山公園（二俣町二俣）
- 二俣城址（城山公園） （二俣町二俣）

## 健康

### 平均年齢
2015年（平成27年）10月1日時点における天竜区民の平均年齢は次のとおりである。
- 全体 - 54.81 歳
  - 男性 - 52.70 歳
  - 女性 - 56.77 歳

### 医療施設
- 天竜すずかけ病院（二俣町二俣）
- 浜松市国民健康保険佐久間病院（佐久間町中部）

※国立病院機構天竜病院は浜名区に所在する

## 教育

### 高等学校
- 静岡県立天竜高等学校 （二俣校舎・春野校舎）
- 静岡県立浜松湖北高等学校佐久間分校

### 中学校
- 浜松市立清竜中学校
- 浜松市立光が丘中学校
- 浜松市立春野中学校
- 浜松市立佐久間中学校
- 浜松市立水窪中学校

### 小学校
| - 浜松市立二俣小学校 - 浜松市立光明小学校 - 浜松市立上阿多古小学校 - 浜松市立下阿多古小学校 - 浜松市立熊小学校 - 浜松市立横山小学校 | - 浜松市立犬居小学校 - 浜松市立気田小学校 - 浜松市立佐久間小学校 - 浜松市立水窪小学校 |

### 幼稚園
| - 浜松市立二俣幼稚園 - 浜松市立光明幼稚園 - 浜松市立熊幼稚園 - 浜松市立上阿多古幼稚園 - 浜松市立下阿多古幼稚園 | - 浜松市立犬居幼稚園 - 浜松市立気田幼稚園 - 浜松市立佐久間幼稚園 - 水窪幼稚園 |

### 特別支援学校
- 静岡県立天竜特別支援学校

### 学校教育以外の施設

#### 認定こども園
- 子育てセンターやまびこ
- 子育てセンターすぎのこ

## 交通

### 鉄道
区の中心駅は天竜二俣駅。西鹿島駅や中部天竜駅も拠点駅といえる。
- 東海旅客鉄道（JR東海） 飯田線
  - 出馬駅 - 上市場駅 - 浦川駅 - 早瀬駅 - 下川合駅 - 中部天竜駅 - 佐久間駅 - 相月駅 - 城西駅 - 向市場駅 - 水窪駅 - 大嵐駅 - 小和田駅
- 遠州鉄道 鉄道線（西鹿島線）
  - 西鹿島駅
- 天竜浜名湖鉄道 天竜浜名湖線（旧国鉄二俣線）
  - 天竜二俣駅 - 二俣本町駅 - 西鹿島駅

### バス
- 遠鉄バス
  - 30磐田天竜線
  - 秋葉線
  - 鹿島線
- 秋葉バスサービス
  - 秋葉線
- 浜松市自主運行バス
  - 北遠本線
- ふれあいバス
  - 春野ふれあいバス
  - 天竜ふれあいバス
  - 龍山ふれあいバス
  - 佐久間ふれあいバス
  - 水窪ふれあいバス
- おでかけ北設（豊根村営バス）
  - N3富山線

### 道路
- 自動車専用道路

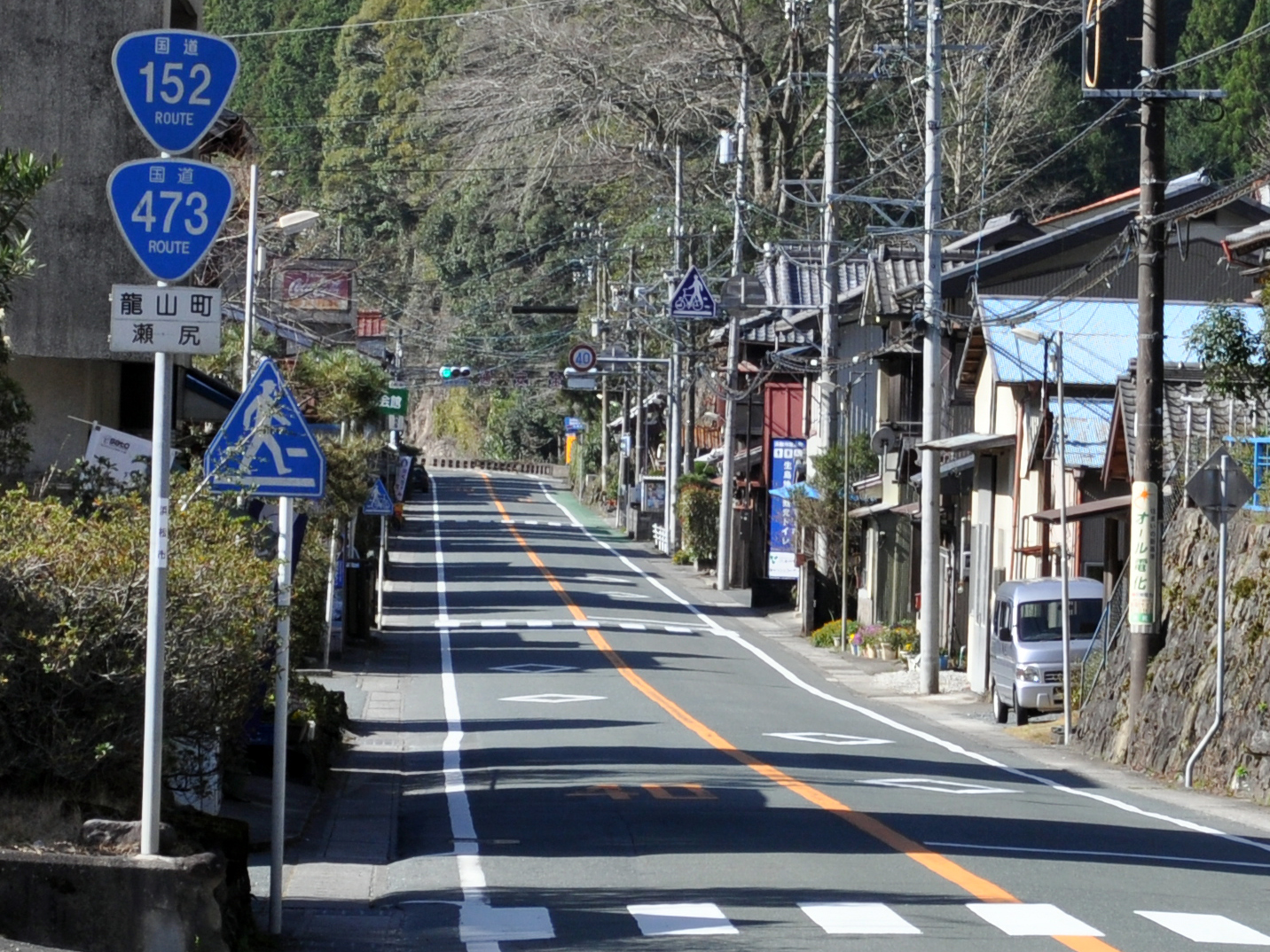
国道152号と国道473号の重複区間（龍山町瀬尻、2010年3月）

  - 三遠南信自動車道（国道474号、建設中）
- 一般国道
  - 国道152号
  - 国道362号
  - 国道473号

## 関連する人物
ゆかりのある人物についても、当節に掲載する。
- 内山真龍 （国学者『遠江国風土記伝』の編者）
- 金原明善 （実業家。「暴れ天竜」と恐れられていた天竜川の治水を行った）
- 熊谷弘 （元内閣官房長官・元通商産業大臣）
- 酒川敬三郎 （静岡県議会元議長）
- 大畑団平 （春野町議会元議長）
- 鈴木桃作 （映画監督）
- 清水宏 （映画監督）
- 本田宗一郎 （実業家・技術者）
- 片山豊（北米日産元社長。フェアレディZ生みの親）
- 栗田国彦（作曲家・静岡大学教授）
- 秋野不矩 （日本画家）
- 内山信一 （静岡第一テレビ元社長）
- 熊村昌一郎 （天竜市元市長）
- 白井鐵造 （宝塚歌劇団演出家）
- 藤江藤三郎 （犬居町長）
- 岡本弘之 （静岡県議会元議長）
- 斉木しげる （シティーボーイズ）
- 江川卓（プロ野球選手） - 佐久間町大輪地区に住み、2年次まで佐久間中学校に在学した。
- 岩下修一 （プロ野球選手）
- 宮崎秀吉（元陸上競技選手、世界最高齢スプリンター）
- 森下篤史（ テンポスホールディングス創業者・社長、元あさくま代表取締役）
- 八幡カオル（お笑い芸人）
- YUI KAWASHIMA(ラウドロックバンドEarthists. ボーカル)
- 小野二郎（寿司職人。ミシュラン三つ星シェフ最高齢受賞者）
- 松山庸哉（旧姓鈴木庸哉）現SOMPOケア株式会社役員理事　ライフメッセージ株式会社代表取締役社長

## その他
- 水の郷百選：テーマは「森と川と人が織りなす　あったかタウン天竜」
- 日本三大美林：市の木である杉の人工林は、日本三大人工美林の1つに数えられている。
- 夏季には国内最高気温観測地点としてしばしば報道される。

## 区内の町・大字

### 天竜地区
- 青谷（あおや）
- 芦窪（あしくぼ）
- 阿寺（あてら）
- 石神（いしがみ）
- 伊砂（いすか）
- 大川（おおかわ）
- 大栗安（おおくりやす）
- 大谷（おおや）
- 小川（おがわ）
- 上野（かみの）

- 神沢（かんざわ）
- 熊（くんま）
- 佐久（さく）
- 次郎八新田（じろうはちしんでん）
- 相津（そうづ）
- 只来（ただらい）
- 月（つき）
- 長沢（ながさわ）
- 西雲名（にしうんな）

- 西藤平（にしふじだいら）
- 日明（ひあり）
- 東雲名（ひがしうんな）
- 東藤平（ひがしふじだいら）
- 二俣町阿蔵（ふたまたちょうあくら）
- 二俣町大園（ふたまたちょうおおその）

- 二俣町鹿島（ふたまたちょうかじま）
- 二俣町二俣（ふたまたちょうふたまた）
- 二俣町南鹿島（ふたまたちょうみなみかじま）
- 懐山（ふところやま）
- 船明（ふなぎら）
- 米沢（みなざわ）
- 山東（やまひがし）

- 谷山（ややま）
- 横川（よこかわ）
- 横山町（よこやまちょう）
- 両島（りょうしま）
- 緑恵台（りょくけいだい）
- 渡ケ島（わたがしま）

### 佐久間地区
- 佐久間町相月（さくまちょうあいづき）
- 佐久間町浦川（さくまちょううらかわ）
- 佐久間町大井（さくまちょうおおい）
- 佐久間町奥領家（さくまちょうおくりょうけ）
- 佐久間町上平山（さくまちょうかみひらやま）

- 佐久間町川合（さくまちょうかわい）
- 佐久間町佐久間（さくまちょうさくま）
- 佐久間町戸口（さくまちょうとぐち）
- 佐久間町中部（さくまちょうなかべ）
- 佐久間町半場（さくまちょうはんば）

### 龍山地区
- 龍山町大嶺（たつやまちょうおおみね）

- 龍山町下平山（たつやまちょうしもひらやま）

- 龍山町瀬尻（たつやまちょうせじり）

- 龍山町戸倉（たつやまちょうとくら）

### 春野地区
- 春野町筏戸大上（はるのちょういかんどおおかみ）
- 春野町砂川（はるのちょういさがわ）
- 春野町石打松下（はるのちょういしうちまつした）
- 春野町石切（はるのちょういしきり）
- 春野町和泉平（はるのちょういずみだいら）
- 春野町大時（はるのちょうおおとき）

- 春野町小俣京丸（はるのちょうおまたきょうまる）
- 春野町川上（はるのちょうかわかみ）
- 春野町胡桃平（はるのちょうくるみだいら）
- 春野町気田（はるのちょうけた）
- 春野町越木平（はるのちょうこしきだいら）
- 春野町五和（はるのちょうごわ）

- 春野町杉（はるのちょうすぎ）
- 春野町田黒（はるのちょうたぐろ）
- 春野町田河内（はるのちょうたごうち）
- 春野町長蔵寺（はるのちょうちょうぞうじ）
- 春野町豊岡（はるのちょうとよおか）
- 春野町花島（はるのちょうはなじま）

- 春野町堀之内（はるのちょうほりのうち）
- 春野町牧野（はるのちょうまきの）
- 春野町宮川（はるのちょうみやかわ）
- 春野町領家（はるのちょうりょうけ）

### 水窪地区
- 水窪町奥領家（みさくぼちょうおくりょうけ）

- 水窪町地頭方（みさくぼちょうじとうがた）

- 水窪町山住（みさくぼちょうやまずみ）